# Efectos especiales

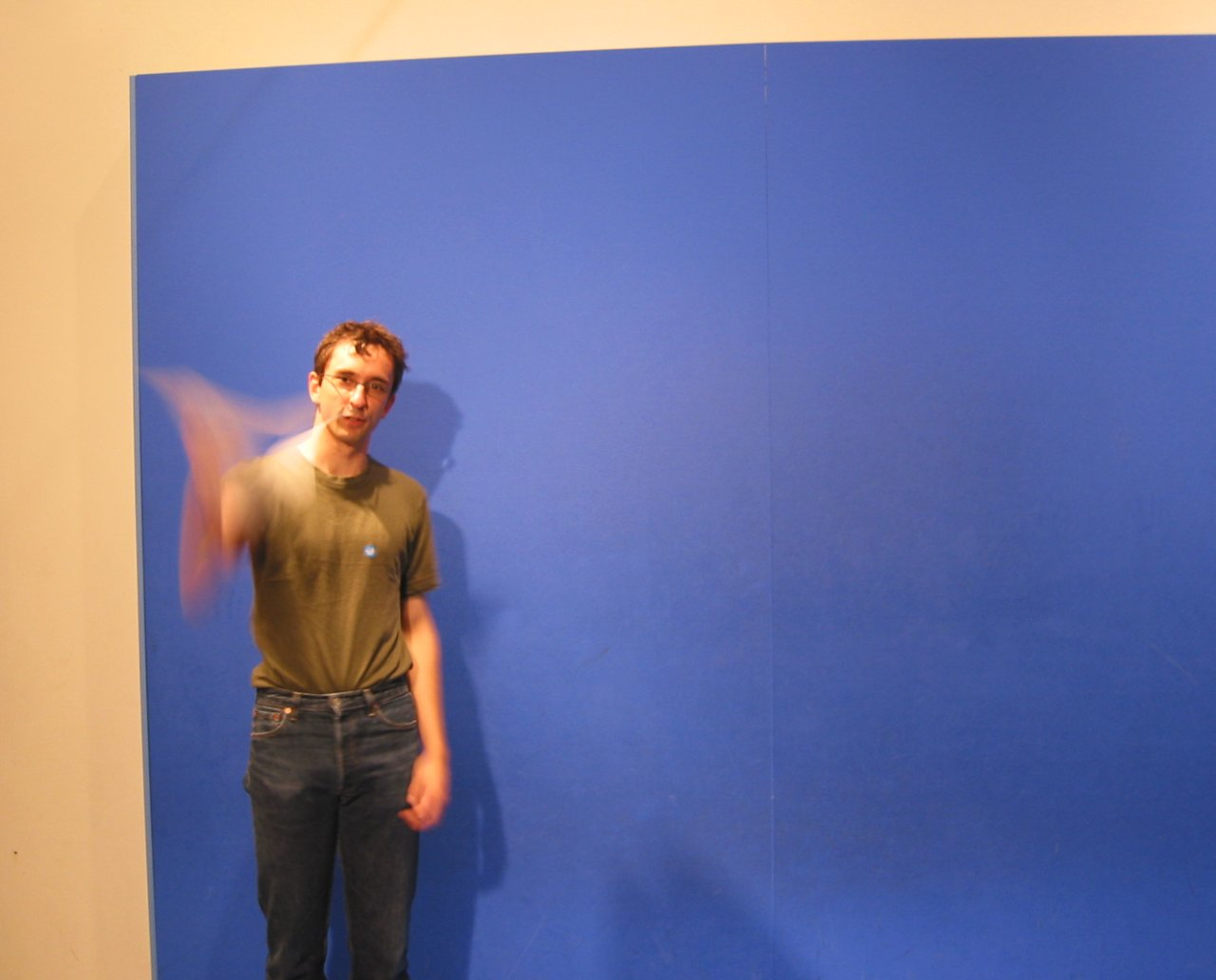
Un ejemplo de efecto visual son los croma.

Los efectos especiales (en inglés, special effects, abreviado como SFX , F/X o simplemente FX), en ocasiones denominados como efectos de ilusionismo, son un conjunto de técnicas y elementos que se utilizan en televisión o cine para crear ambientes, personajes o realidades que, no pueden suceder en la vida real, o bien no se pueden filmar. También se emplean en el mundo del espectáculo: farándula, ilusionismo, teatro, ópera, conciertos. Por ejemplo, un viaje al espacio o la transformación de un hombre en hombre lobo. Los efectos especiales pueden ser usados para la representación de objetos o seres inexistentes, como por ejemplo un dragón, pero la mayor parte de veces se recurre a ellos cuando la obtención del efecto por medios normales es demasiado cara o peligrosa. Por ejemplo, puede resultar más seguro y económico rodar la explosión de una maqueta a escala reducida que rodar una explosión real a una escala humana, con riesgo de muerte o de heridas para los actores y el equipo de rodaje. En el cine, también se hace uso de efectos especiales para mejorar elementos reales previamente filmados con medios convencionales. Esto puede hacerse por medio de la inclusión o extracción de elementos en un plano o también mediante la mejora de objetos que ya estaban presentes en el momento del rodaje. Se utilizan a menudo diferentes técnicas en un mismo plano o escena para alcanzar el efecto deseado y con frecuencia los efectos especiales son «invisibles», es decir que el espectador no se da cuenta de que la imagen o secuencia que está viendo es en realidad un efecto especial. Un ejemplo de esto son los decorados de películas históricas donde la arquitectura y alrededores son recreados por medio de efectos especiales.
Con el tiempo, el anglicismo «efecto especial» (del inglés special effect) ha ido reemplazando al galicismo «trucaje» (del francés trucage), que hasta tiempos relativamente recientes era el más utilizado en lengua española.
También se utiliza el acrónimo “efectos visuales“

## Historia
Los trucos visuales para conseguir efectos de todo tipo avanzaban como una técnica cinematográfica más desde los primeros días del arte de hacer películas.

### Efectos prácticos

#### Georges Meliès

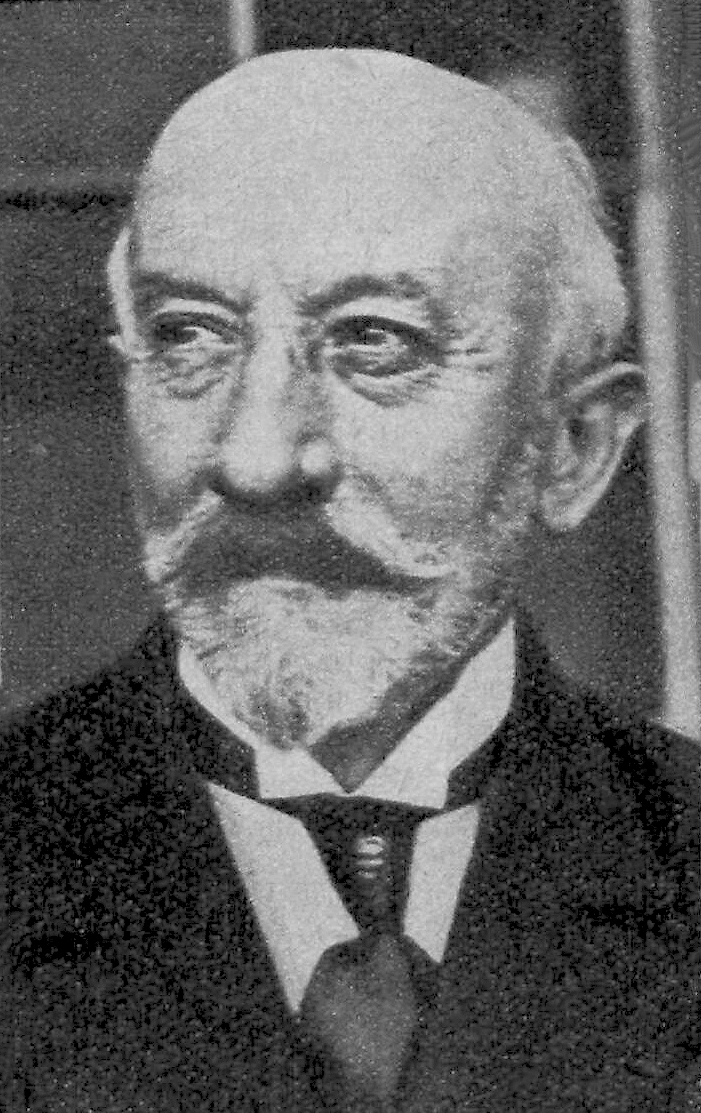
Imagen del "padre de los efectos especiales", Georges Méliès.

Se suele decir que el "padre de los efectos especiales" sin duda es Georges Méliès, uno de los primeros cineastas. Fue el pionero en un sinfín de técnicas cinematográficas que dieron el impulso inicial para lo que son hoy los efectos especiales en el cine. En una de sus películas más célebres, Viaje a la Luna de 1902, presenta una gran cantidad de efectos especiales que, en la época, se llegaban a considerar magia. 
Una de sus mayores creaciones fue el empalme, un célebre descubrimiento que hizo cuando, al filmar una escena en la calle, su cámara se atascó generando la sensación de que un objeto se trasformaba en otro. Así fue que Méliès comenzó a utilizar esta técnica en películas en las que, por ejemplo, se representaban espectáculos de magia, pero el verdadero efecto de ilusionismo lo lograba con la edición. Otra técnica descubierta por el director fue la disolvencia narrativa, un recurso que utilizaba para expresar cambios de tiempo y que podía utilizarse para ir de atrás hacia adelante en la historia sin necesidad de seguir el lapso de tiempo real.

#### EnEl mago de Oz
Otra gran innovación en el mundo de los efectos especiales se introdujo a partir del año 1907, cuando los cineastas empiezan a utilizar la técnica de la "pintura en mate", que consistía en pintar un escenario inexistente en la realidad e introducirlo perfectamente en el montaje de la película. Este recurso, sin embargo, no alcanza su época dorada hasta la llegada del technicolor. El Mago de Oz (1939) es un gran ejemplo del uso este efecto especial.
Esta técnica perdura todavía hoy, ya que, aunque de manera digital, se muestra prácticamente en todas las películas sin importar su género.
Además, cabe decir que en este film de la MGM, también se empieza a hacer uso de gomaespuma o látex para caracterizar a los personajes, agregándoles narices, orejas y otras partes del cuerpo.

#### Eugen Schufftan
Otra figura importante en los inicios de los efectos especiales fue Eugen Schüfftan, quien realizó los efectos especiales del largometraje Metropolis (1927). En la película, no solo la ciudad en miniatura, sino que creó el Proceso Schufftan, que permitió a los actores interactuar con este nuevo medio. 
Las miniaturas permitieron a los directores recrear escenarios a escala en sus películas, construyendo objetos y lugares que habrían sido demasiado caros de haberlos hecho a tamaño real, y ponerlos lo suficientemente cerca de la cámara o con fotogramas a gran velocidad para que parecieran reales. Esto permitió también a los directores expandir su imaginación y crear verdaderas ciudades futuristas. Para darles vida a estas ciudades crearon efectos prácticos con espejos. El proceso pasaba por inclinar un espejo a 45° delante de la cámara para reflejar la miniatura. Después, se quitaba una de las secciones de la superficie del reflejo para que los actores, que están en el estudio detrás del espejo, pudieran ser vistos a través del cristal “limpio”. Con un más que cuidado juego de luces, las miniaturas reflejadas debían coincidir con el escenario en miniatura para que la cámara pudiera capturar ambas perfectamente.

#### EnKing Kong

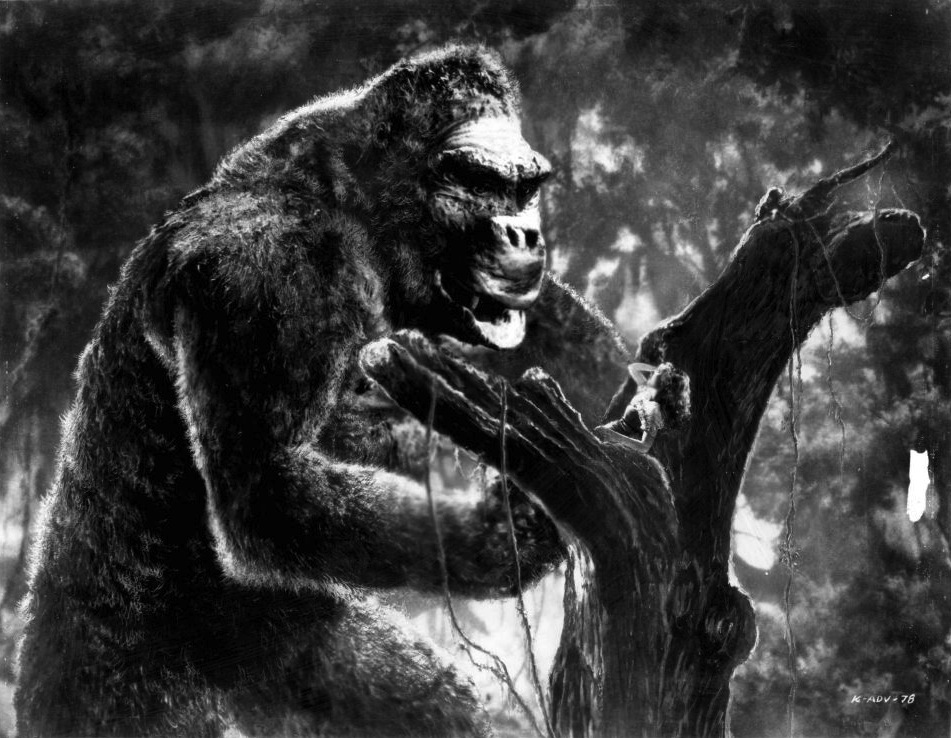
Fotograma de la película King Kong del año 1933

Los efectos especiales siguen evolucionando. En el año 1933, la película King Kong mostraba a un monstruo de 16 metros creado con stop-motion, una técnica que ya surgió con el nacimiento del siglo XX y con el cine mismo, pero tan perfeccionada que sus responsables fueron considerados pioneros en ella. Willis O'Brien, especializado en este sistema con anteriores películas de dinosaurios, fue el encargado de manipular las maquetas y los muñecos.

#### Stanley Kubrick
En el año 1968, Stanley Kubrick estrena una de las películas más importantes a nivel visual de toda la historia del cine: 2001: odisea en el espacio. Esta recibió un Óscar, entre otros, a los mejores efectos especiales. El director había logrado, por ejemplo, crear la sensación de "no gravedad" del espacio con una técnica menos complicada de lo que parece: la cámara giraba junto con el pasillo que estaba construido sobre una especie de armazón circular que se desplazaba a una velocidad estable. De ese modo, si se conseguía mantener perfectamente estable, lo que parece girar es «el sentido de la gravedad», que no el propio pasillo. De ese modo los astronautas no tienen nada más que permanecer de pie y bajar hacia «abajo» aunque el efecto final parecerá que está dando vueltas.

#### Steven Spielberg
En el año 1975, Spielberg rueda la película Tiburon. Para ello, necesita construir un tiburón animatrónico capacitado para funcionar en el agua. Con la ayuda de Bob Mattey y gracias a la ingeniería, crearon el animal falso. A pesar de haberlo construido, el deterioro que sufrió por el contacto con el agua y la dificultad de manejarlo, obligaron al director a, en vez de mostrarlo completamente, insinuarlo con la ayuda de otros recursos como la edición la intensificación de la música.
No intimidado por las dificultades para rodar Tiburón, Spielberg volvió a utilizar animales animatrónicos en su película de 1993 Jurassic Park. Junto a la animatrónica, los marionetistas y los hombres disfrazados, fue así posible dar vida a los dinosaurios del parque jurásico. Aunque, cabe decir que el director también se ayudó ya de un poco de trabajo digital en la postproducción para ello.

#### Rick Baker
Los años 1980 fueron la década del auge de los efectos prácticos, que llegaron a la cumbre del refinamiento. En especial, hubo un auge en el arte del maquillaje de caracterización, sobre todo en el cine de terror.  Una de las películas más representativas de esto es Un hombre lobo americano (John Landis, 1981). En este film, Rick Baker se encargó de la caracterización del hombre que se transforma en lobo, llegando así a ganar un Oscar al mejor maquillaje. Baker, con aquella transformación, se puede decir que creó escuela y fue pionero de grandes caracterizaciones posteriores como la diseñada por Rick Bottin en The Howling.

### Efectos digitales
Entrados los años 1990, los efectos prácticos empiezan a sufrir la competencia de lo digital (como sucedió en Jurassic Park, se empiezan a combinar con ellos).
Así, gracias a las nuevas tecnologías y a las mejoras en computación, los efectos digitales empiezan a tener gran protagonismo (aunque los prácticos no llegan a desaparecer totalmente)

#### Las hermanasWachowski
Las creadoras de la trilogía Matrix combinaron efectos especiales propios de la películas de artes marciales, efectos visuales creados por ordenador, etc. Entre estos, con la ayuda de la empresa Manex Visual Effects, crearon una nueva técnica capaz de registrar 12.000 fotogramas por segundo llamada tiempo muerto o "tiempo bala" ("bullet time"). Ésta congelaba una imagen en mitad de la acción para luego rotar la cámara hasta otro ángulo diferente y seguir con el movimiento del objeto filmado. 
Esta película fue creada a partir de efectos mayoritariamente digitales. De hecho, en cada imagen se grababa al actor con 5 cámaras digitales de alta resolución diferentes, para así captar el cuerpo del actor en 3D y poderlo recrear en cualquier situación. De hecho, muchas de las escenas están completamente realizadas a través de ordenador, exceptuando la acción.

#### Peter Jackson
Otro de los emblemas en efectos especiales fue Peter Jackson, el creador de los efectos en El señor de los anillos (inicios de los años 2000). En esta, de nuevo, se combinan efectos visuales digitales (para crear personajes como Gollum) y prácticos (en los maquillajes, miniaturas, prótesis, etc). La cantidad de efectos utilizados para realizar esta trilogía fue de 2730 entre prácticos y digitales (540 en la primera, 799 en la segunda y 1488 en la tercera). En el terreno del digital, se usó la nueva técnica del modelaje tridimensional para crear algunos de los personajes: unos escáneres muy precisos se encargaron de registrar la maqueta previa que posteriormente, al digitalizarse, permiten animar las figuras tridimensionalmente.
En cuanto a los prácticos, para crear la sensación de que los Hobbits eran más pequeños que los demás individuos, se usó la técnica tradicional llamada "perspectiva forzada". Esta consiste en alejar de la cámara al personaje que nos interesa minimizar. Debido a que la cámara no detecta el espacio que hay entre personajes, se crea una ilusión óptica.

#### EnEl curioso caso de Benjamin Button (2008)
En esta película, el personaje protagonista es una animación de Brad Pitt durante los primeros 52 minutos de largometraje. A través de la animación de gráficos por ordenador, el actor envejece 70 años sin ayuda de maquillaje. Más avanzado el film, su caracterización es realizada con ayuda del maquillaje. Para este proyecto, se llegó a crear un programa informático de captura de emociones del rostro, el cual llegó a registrar gran cantidad de los movimientos musculares del actor y que también se volverá estándar.

#### EnAvatar (2009)
Para realizar los efectos visuales totalmente digitales de esta película se llegaron a tardar hasta 4 años. En su creación, se diseñó un software especializado en la animación de explosiones, y el director (James Cameron) ideó una técnica que le permitía ver a tiempo real a los actores caracterizados digitalmente mediante un monitor, lo que aportó una gran naturalidad en los gestos. La compañía encargada de realizar estos efectos fue Weta Digital.

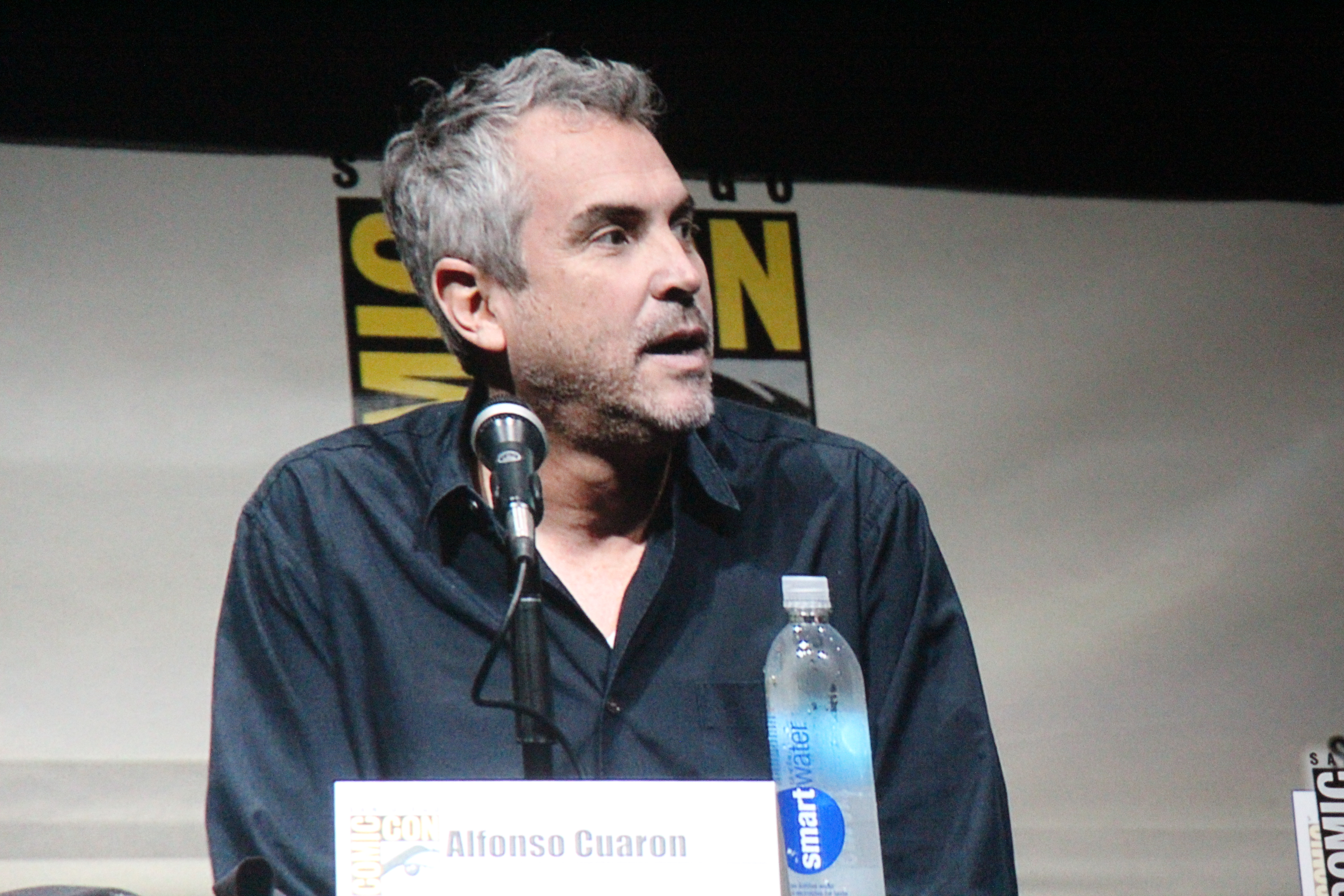
Imagen de Alfonso Cuaron, director de Gravity.

#### EnGravity (2013)
En esta película de Alfonso Cuarón, los efectos visuales fueron creados por la compañía Londres Framestore. En la mayoría de las tomas de este film, solo se grabó el rostro de los actores. Todos los demás elementos fueron creados en postproducción de manera digital (gracias a un año de preproducción). De hecho, los únicos escenarios físicamente reales son los interiores de las cápsulas y una parte de la estación espacial, e incluso en estos casos también se usaron efectos digitales.
Para simular los efectos de microgravedad de la película, el equipo utilizó una combinación de cámaras de movimiento controlado y torres de luz.

## Técnicas
Existen muchas técnicas de efectos especiales, que van desde efectos tradicionales en salas de teatro, pasando por técnicas clásicas de filmación inventadas a principios del siglo XX tales como la animación por stop motion (cuya forma más evolucionada es el go motion), hasta las técnicas de animación por computadora modernas conocidas como «efectos digitales», que se caracterizan por ser obtenidas mediante el uso de computadoras. El origen lo podemos situar en Alice Guy primera en utilizar efectos especiales, usar la doble exposición del negativo, las técnicas de retoque, la cámara lenta y rápida, y el movimiento hacia atrás.
Los efectos especiales se dividen en varios tipos:
- Los efectos visuales, llamados también efectos ópticos o fotográficos, que consisten en la manipulación de una imagen fotografiada.
- Los efectos mecánicos (denominados también efectos prácticos o físicos), que se realizan durante el rodaje de la película. Estos incluyen marionetas animatrónicas, escenografía, pirotecnia, lluvia artificial etc.
- Los efectos de sonido.
- Los efectos especiales de maquillaje.
- Los efectos digitales.

### Efectos ópticos (también llamados visuales o fotográficos)
Los efectos ópticos, también llamados visuales o fotográficos, son los más antiguos. Pioneros como Georges Méliès, Segundo de Chomón, Willis O'Brien o Ray Harryhausen fueron los fundadores de esta clase de efectos. Ejemplos de este tipo de efectos son, por ejemplo:
- La animación en volumen, conocida a través del anglicismo stop motion. Películas famosas en las que se utilizó esta técnica son, por ejemplo, King Kong (de 1933, con efectos visuales de Willis O'Brien) o Jasón y los argonautas (de 1963, con los efectos de Ray Harryhausen). A finales de los años 1970 Phil Tippett inventó para la película El Imperio contraataca una técnica avanzada de stop motion: el go motion.

- La retroproyección o transparencia, técnica en la que actores reales son filmados simultáneamente a una proyección sobre una pantalla que se encuentra detrás de ellos. Esta técnica fue utilizada por ejemplo para rodar una escena de la película North by Northwest. En esa escena se ven planos en los que Cary Grant se tira al suelo mientras un avión se le echa encima para asesinarlo. El actor se tiraba al suelo de un decorado mientras detrás, sobre una pantalla de cine, se estaba proyectando el plano del avión acercándose frontalmente a toda velocidad.

- Zoptic. La retroproyección permite que un actor o un objeto puedan verse delante de un plano proyectado contra una pantalla que se encuentra justo detrás. Sin embargo esto no permite que la cámara que está filmando el conjunto pueda moverse. En 1978, para la película Superman: The Movie, Zoran Perisic ideó la técnica zoptic, que consiste en dotar al proyector de un zum sincronizado con otro zum, situado a su vez en la cámara que filma el plano. De este modo cuando la cámara se acerca a Superman mientras se supone que este está en vuelo, el plano proyectado detrás (en el que puede verse desfilar el paisaje) aumenta de tamaño en la misma proporción, creando la ilusión de que la cámara está filmando a un hombre en su entorno inmediato y que este está realmente volando.

- La inserción croma, una técnica en la que se reemplaza el color de un plano por otro plano, fusionando ambos en un único plano. Desde que se utilizó por primera vez en el cine con el uso de pantallas azules en la película El ladrón de Bagdad (1940), la técnica de rodaje sobre un fondo uniformemente azul o uniformemente verde se ha hecho muy popular y es hoy en día bastante conocida por el gran público.

- La rotoscopia, una técnica en la que sobre una mesa transparente son proyectados simultáneamente dos planos mientras un animador pinta o dibuja un objeto sobre uno de los dos planos. Esta técnica, inventada por los estadounidenses Dave Fleischer  y Max Fleischer en 1915, fue utilizada en 1977 para el brillo de los sables láser de la película La guerra de las galaxias.

- Matte painting. Al matte painting también se le llama «técnica de la pintura sobre vidrio». En esta técnica se pinta un decorado sobre una placa de vidrio, dejando libre de pintura (y por tanto transparente) la zona del plano donde deberá verse a los actores. Cuando se proyecta la filmación de los actores detrás de la placa de vidrio la cámara puede filmar el conjunto, dando la sensación de que los actores están insertados en el decorado pintado. Cuanto más realista sea la pintura sobre vidrio mejor conseguida estará la sensación de realidad.

- Técnica de la maqueta colgante, en la que se interpone una maqueta entre la cámara y un fondo verdadero, a menudo un decorado, lo que permite tener un fondo de tres dimensiones, efecto no conseguido por la pintura matte, este tipo de recurso fue muy usado entre los años 30 y 60.

- La filmación de maquetas con cámara en movimiento es una técnica denominada en inglés motion control photography. En este tipo de filmación es la cámara la que se mueve mientras la maqueta está fija e inmóvil. El primero en intentar poner a punto esta técnica fue el estadounidense John Whitney. Douglas Trumbull la utilizó para la película 2001: una odisea del espacio etc. Estas técnicas están destinadas a crear una ilusión audiovisual gracias a la cual el espectador asiste a escenas que del espacio con resultados muy satisfactorios pero quien la llevó a su paroxismo fue John Dykstra, quien la perfeccionó en 1976 para la película La guerra de las galaxias (1977). Dykstra inventó una cámara a la que llamó Dykstraflex y que le permitía sincronizar la filmación de las maquetas de las naves espaciales con la memoria de un ordenador, de modo que la simultaneidad de los diferentes elementos que componen un único plano (el fondo estrellado del espacio, astros y planetas, otras naves y vehículos etc.) podía ser lograda con mayor sincronización y realismo.

### Efectos mecánicos
Los efectos mecánicos (denominados también efectos prácticos o físicos) son los que se realizan durante el rodaje en vivo de la película. Estos incluyen marionetas mecánicas, escenografía y pirotecnia. Además de ser aquellos con los que se crean escenas como la lluvia, disparos, destrucción de murallas etc. Los efectos mecánicos más elaborados son los utilizados en la técnica llamada animatrónica. En Parque Jurásico (1993), por ejemplo, se utilizaron, junto a los verdaderos actores, dinosaurios animatrónicos diseñados por el equipo de especialistas de Stan Winston.

### Efectos de sonido
Los efectos de sonido son todos aquellos obtenidos con sonidos pregrabados, con o sin mezcla entre ellos. Por ejemplo, para los gruñidos y rugidos del wookiee Chewbacca, Ben Burtt utilizó mezclas de sonidos emitidos por osos, perros, morsas y leones. También se incluyen en los efectos de sonido aquellos que son grabados en estudio para ser añadidos al fondo sonoro de la película, como dos cáscaras de coco entrechocadas para simular los cascos de los caballos.

### Efectos de maquillaje
A menudo se realizan maquillajes que necesitan volumen o producir impresiones exactas, esto muchas veces no se puede lograr con claroscuros, la base del maquillaje teatral y social, por ende se hace necesario crear distintas cosas, como ser prótesis y/o máscaras con mecanismos (animatrónica), esto es aplicado tanto a un ser humano o para reproducir otras cosas, ejemplo, publicidades que uno ve «la hamburguesa perfecta», eso no existe, es un efecto especial para resaltar las virtudes del producto X, o réplicas de partes del cuerpo hiperrealistas ya sea mediante copia directa del actor o modelándolas si no fuese posible, como por ejemplo, un recién nacido o un animal.
La diferencia básica entre prótesis y máscaras es, que las primeras están divididas en varias partes y/o solo modifican una zona pequeña. Ejemplo: una nariz, así también estas necesitan mayor habilidad y tiempo para su aplicación, la ganancia implícita es lograr que no se pierda la gesticulación del actor.
A menudo se confunde estos efectos con el maquillaje convencional y/o con efectos especiales en general, pero son técnicas diferentes. Los efectos especiales de maquillaje toman su nombre del inglés Special Makeup Effects (SPMFX).

### Efectos digitales
Los efectos digitales (también designados como infografías o imágenes generadas por computadora) son todas aquellas imágenes digitales que se crean por ordenador aunque también pueden ser imágenes reales retocadas por ordenador, con composición o proceso de integración de todas ellas juntas. En los años 70 ya empezaron a ser utilizados en algunos planos, sobre todo para representar pantallas de computadoras, como por ejemplo el sistema de puntería a bordo de los cazas X-Wing durante la Batalla de Yavin, en la película La guerra de las galaxias (1977). Más tarde los efectos digitales fueron utilizados para la creación de planos enteros, sobre todo a partir de la película Tron (1982). Con el tiempo estos efectos se han ido perfeccionando y hoy en día existen diferentes tipos:
- Morphing, una técnica que consistente en la metamorfosis de un elemento fotográfico en otro, mediante la selección de puntos comunes u origen y destino. El primer morphing de la historia es la transformación de la hechicera Fin Raziel en una serie de animales en la película Willow, de 1988 y se hizo popular con las transformaciones del T-1000 en Terminator II: El Día del Juicio Final (1991).

- Creación de imágenes por ordenador, técnica cada vez más utilizada (sobre todo para la animación de imágenes digitales) y en la que no se usa ningún elemento fotográfico, la imagen es creada enteramente a partir de la herramienta informática. Las primeras películas que usaron por primera vez imágenes enteramente generadas por computadora fueron Tron (1982) y Young Sherlock Holmes (en español El secreto de la pirámide, 1985). Esta técnica consta de varias fases:
  - Diseño de los personajes o elementos a crear (mediante técnicas tradicionales de dibujo como el boceto).
  - Creación de modelo, desarrollo en 3D de los volúmenes.
  - Creación de materiales, es decir el comportamiento de la luz con respecto al objeto. Creación de setup, estructura interna que facilita la animación.
  - Animación y, finalmente, el acabado de los detalles (designado a veces con el término inglés rendering).

- Captura de movimiento, una técnica en la que se digitalizan una serie de puntos situados en un objeto real en movimiento. Así registrados en la memoria de la computadora, estos puntos sirven para hacer coincidir en ellos los puntos homólogos de una imagen generada más tarde por un artista gracias a la computadora. Un ejemplo de la aplicación de esta técnica lo proporcionan las películas Las dos torres (2002) y El retorno del Rey (2003), en las que el actor Andy Serkis actuó delante de pantallas verdes vestido con un traje sobre el que se señalaban los puntos necesarios para que más tarde un artista digital creara al personaje ficticio de Gollum.

## Tecnología y efectos digitales
En cuanto a los elementos tecnológicos importantes para la realización de efectos digitales podemos distinguir entre dos grandes grupos, hardware y software:
- Hardware: en este destacamos el escáner, la estación de trabajo y la registradora. El escáner es fundamental en los efectos digitales, puesto que con él digitalizamos las imágenes; esto nos permite introducir en el ordenador la información que estaba en la película al ordenador para su posterior tratamiento. Otro elemento hardware importante es la estación de trabajo. Son ordenadores especializados en el tratamiento de imágenes. Parte de este equipo lo forman también, los periféricos, puesto que la digitalización en resolución cinematográfica necesite una gran capacidad de almacenamiento. También está la registradora, cuyo funcionamiento es el inverso al del escáner, convierte las imágenes digitalizadas en fotogramas de una película.

- Software: en este destacamos el software 3D (como Maxon Cinema 4D), programas de composición digital (como Adobe After Effects), chromakeyers (cromas), paletas gráficas (programas de retoque fotográfico como Adobe Photoshop). Consta de paquetes de animación que consisten en uno o varios módulos con los que se puede modelar, animar y dar apariencia real a un objeto. Los softwares más importantes son wavefront, softimage, alias etc. Con los compositores podemos mezclar imágenes de manera digital sin pérdida de imagen. Otro software importante son los cromas (Chromakeyers), su técnica trata de hacer una sobreimpresión de una imagen dentro de otra; necesitamos una imagen en blanco y negro que se llama máscara (canal alfa), de la figura. De esta manera, tenemos tres imágenes: el fondo, la figura (RGB) y la máscara correspondiente a la figura (alfa). Esta máscara será blanca en la parte de la imagen de la figura que queramos conservar en la imagen final, y negra en la parte que queramos que se conserve el fondo. Para lograr esto, debemos rodar la figura sobre un fondo de color plano, que suele ser verde o azul. Los cromas nos permiten generar máscaras de las imágenes rodadas sobre un color plano, para su utilización por programas de composición digital. Con las paletas gráficas podemos retocar las imágenes digitalizadas; se usan para retocar fondos, eliminar partes de imágenes que no nos interesen, para generación de texturas etc.

After Effects también sirve para hacer renderizaciones en formatos jpg, png, gif, etc.
Aparte de esas funciones sirve para editar entretenidamente a los jóvenes aspirantes a VFX
Los módulos de los paquetes de animación 3D son: 
1. Modelador: para trabajar la geometría.
2. Animador: para darle movimiento a los objetos.
3. Materiales e Iluminación: dar apariencia y textura a los objetos.
4. Render: cálculo de las imágenes.

## Efectos especiales en espectáculos,performances, animación y celebraciones
El uso de máquinas de humo en los espectáculos de música es un estándar en esta industria desde los años 1980. Así como máquinas lanzallamas verticales. En los años del auge del heavy estuvieron especialmente presentes. Desde inicios del siglo XXI se ha comenzado a utilizar estos efectos en actuaciones (o performances) de grupos de teatro de vanguardia, efectos de fuego, pompas de jabón, humo bajo y alto, espuma, nieve artificial etc. mientras en los sectores de la publicidad y eventos, un efecto especial muy recurrente es el de la lluvia de confeti y/o de serpentinas.